# Hof Burzlaff

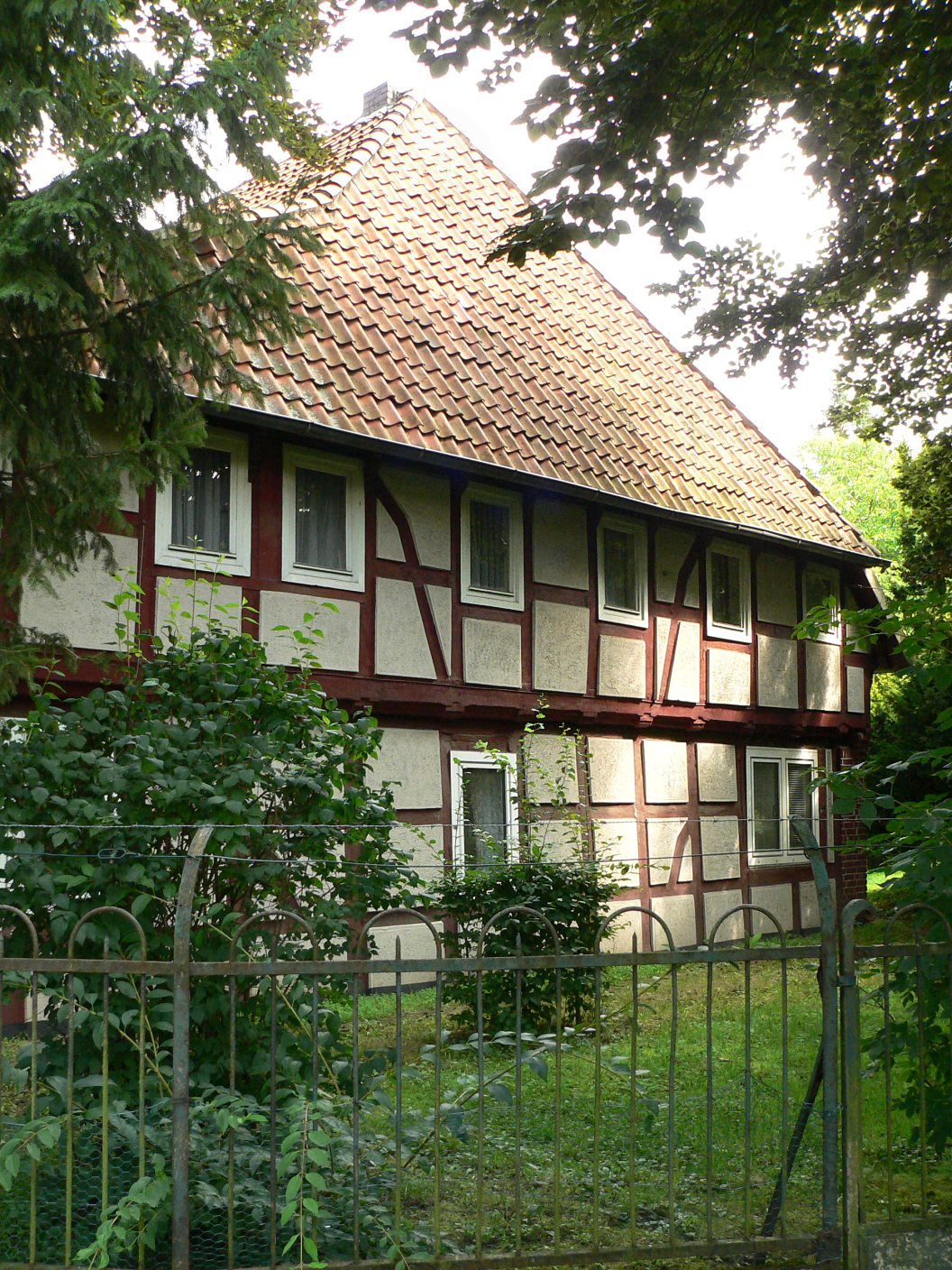
Der rückwärtige Giebel des Hallenhauses von Hof Burzlaff (Zustand 2017 vor dem Abtragen des Hauses)

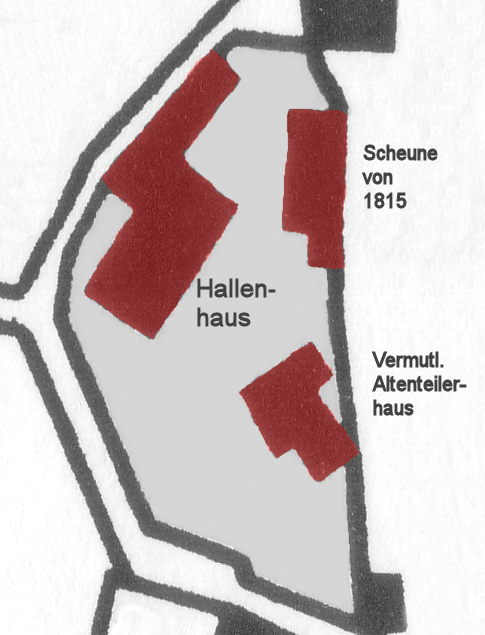
Lageskizze von Hof Burzlaff auf Grundlage einer Katasterkarte von 1870

Der Hof Burzlaff, früher Hof Blume, ist eine mehrteilige frühere Hofstelle im hannoverschen Stadtteil Groß-Buchholz. Der Hof liegt im bäuerlich geprägten Ortskern des seit 1907 nach Hannover eingemeindeten Dorfes. Die 1815 erbaute und heute denkmalgeschützte Scheune des Hofes gilt als ortsbildprägend.

## Beschreibung
Der Hof war laut einer Katasterkarte von 1870 ein Vollmeierhof. Er gehörte mit acht weiteren Vollmeierhöfen zu den größten Bauernhöfen in Groß-Buchholz, wo es zu dieser Zeit insgesamt 34 Höfe gab. 1689 bewirtschaftete der Hof 34 Morgen Land, 1852 waren es 55 Morgen. Die Landwirtschaft wurde bis 1960 betrieben.
Das Hauptgebäude des Burzlaff-Hofes entstand 1770 als Hallenhaus in Zweiständerbauweise. Das Baujahr bezeugt ein Foto von 1920 mit folgender Balkeninschrift über der Toreinfahrt am Schaugiebel:
Heinrich Blume. Dorette Blume. geb. Sievers. Anno 1770.
Bei dem verheerenden Wirbelsturm von 1830 wurde der obere Teil des Gebäudes zerstört und wieder hergerichtet. Dieses Ereignis beschreibt eine Hausinschrift mit folgendem Wortlaut:
Herr nun ist wieder aufgerichtet was du mir durch des Sturmes Macht in einem Augenblick vernichtet den 17ten September 1830. Und bald sinkts nieder, wenn du nicht wachst. Drum fleh ich Gott behüt dies Haus und teil darin reichen Segen aus.
Die Inschrift befand sich ursprünglich am Schaugiebel über der Toreinfahrt. Später wurde der Giebelbalken in ein Garagengebäude versetzt.
Während des Zweiten Weltkriegs erhielt das Hauptgebäude am 29. November 1943 bei den Luftangriffen auf Hannover einen Bombentreffer. Dadurch wurden die vorderen zwei Drittel des Hauses zerstört. Der Gebäuderest mit dem erhalten gebliebenen, rückwärtigen Giebel wurde wieder hergerichtet und weiterhin bewohnt.
Zur denkmalpflegerisch bedeutsamen Bausubstanz auf dem Burzlaff-Hof zählt die 1815 vom Meister Cord Heinrich Meyer erbaute Scheune. Sie weist folgende Hausinschrift an einem Balken auf:
Erhalte o Gott! Was uns von dir gegeben, den Frieden und den Bau, uns allen langes Leben, gieb Segen und Gedeyn, dass wir uns deiner freun. M. Cord Meyer 1815 d. 17. July

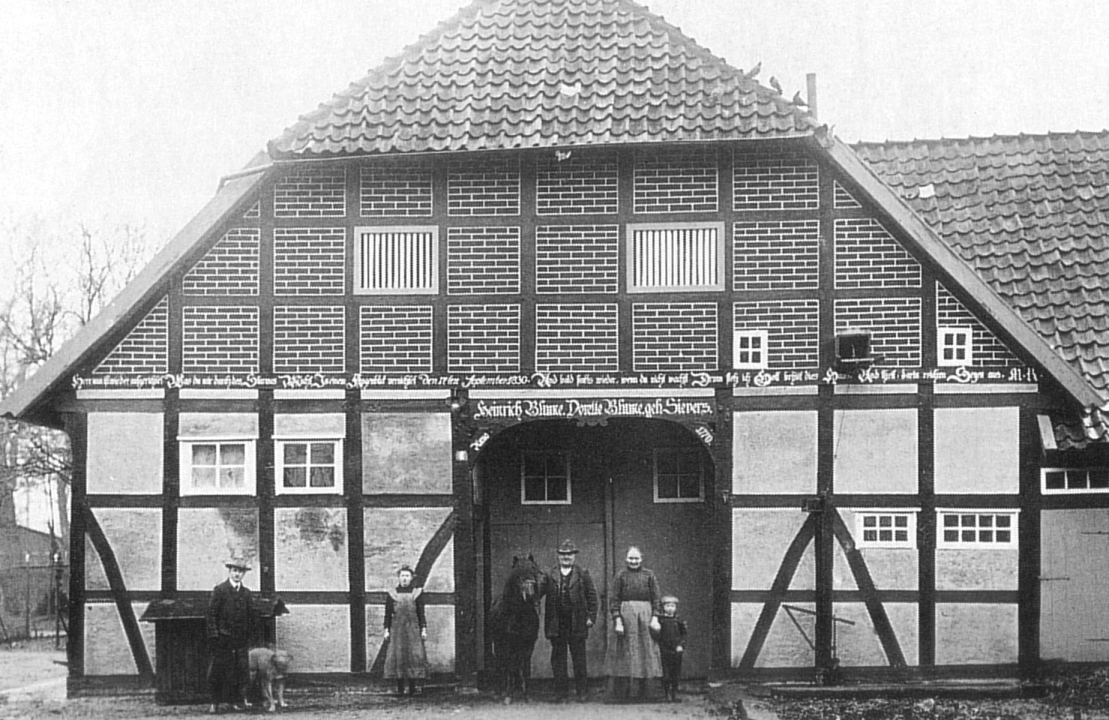
Der Schaugiebel des Hallenhauses von Hof Burzlaff mit Bewohnern, 1920
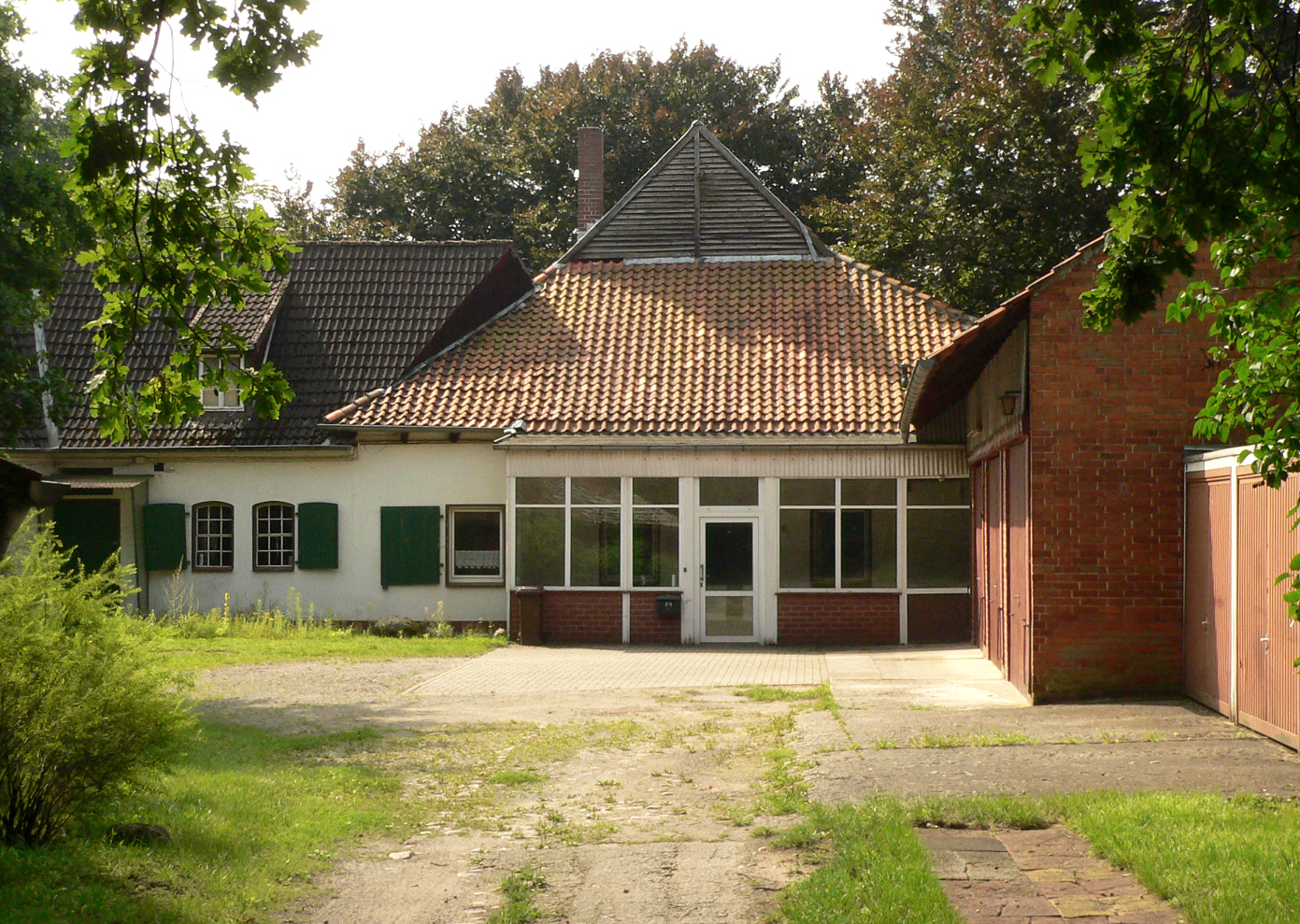
Dieselbe Blickrichtung im Jahr 2017 (vor dem Abtragen des Hauses) ohne den Schaugiebel, 1943 durch Kriegseinwirkung zerstört
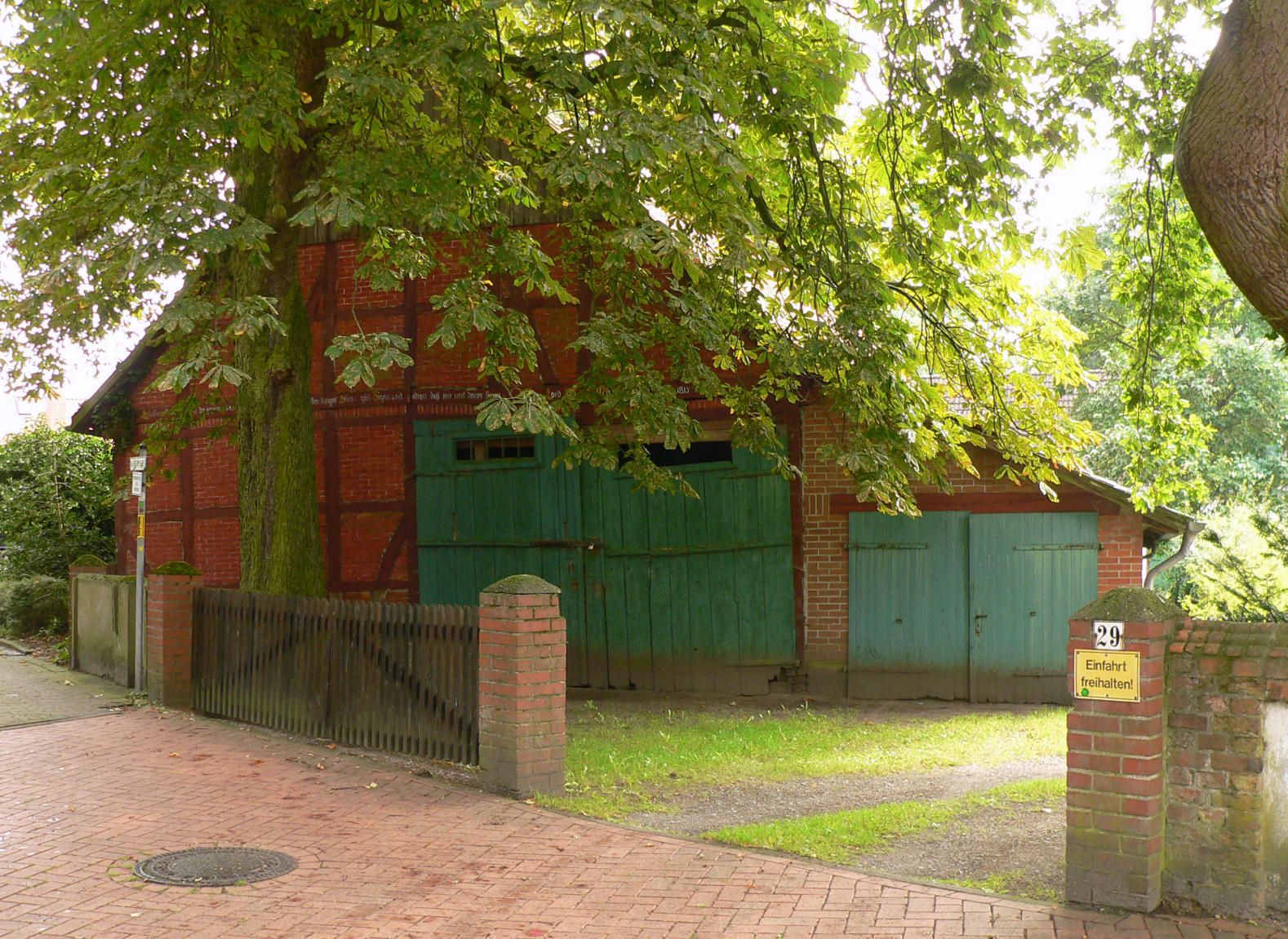
Giebelseite der Scheune von 1815, Zustand vor dem Abtragen des Gebäudes
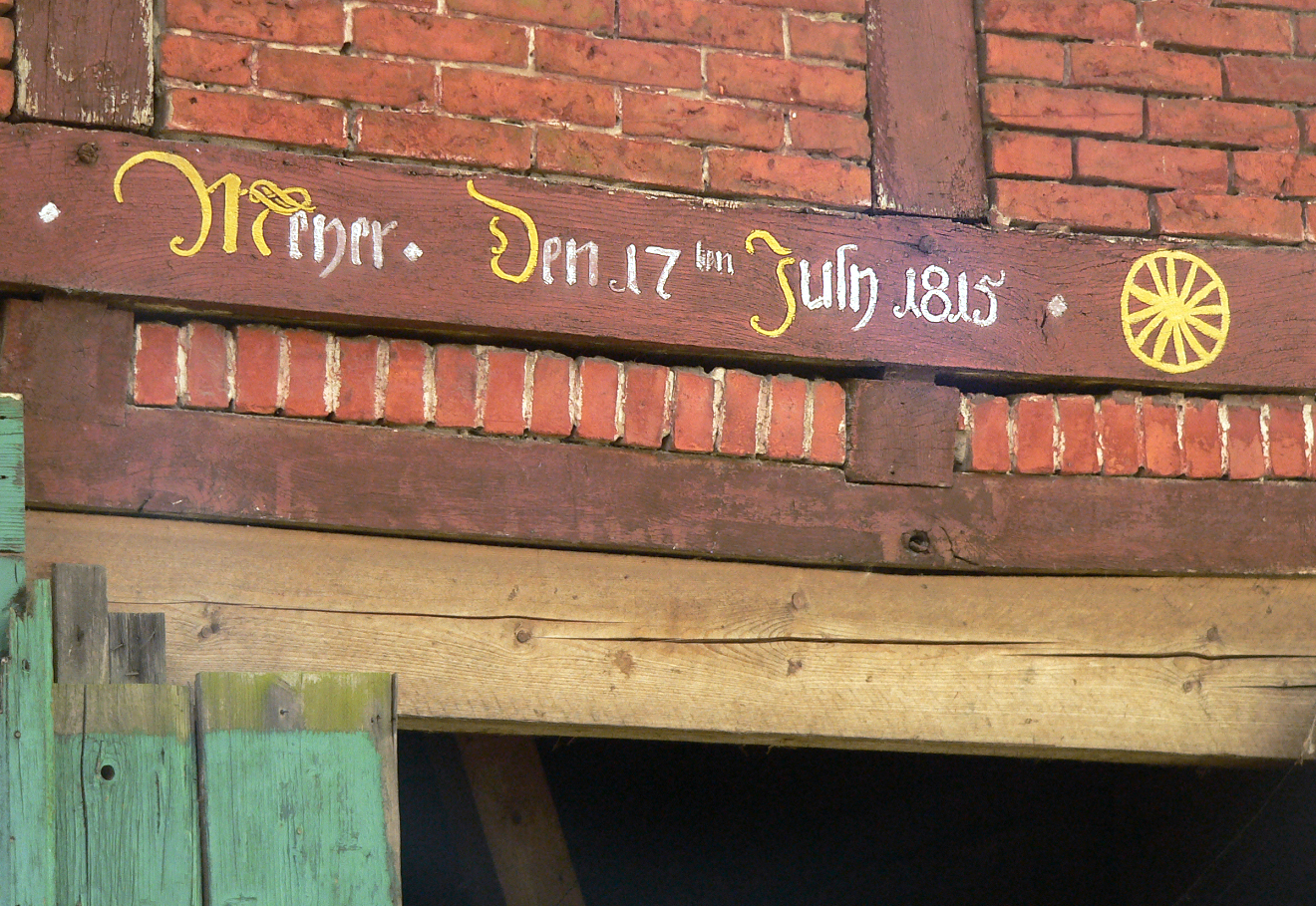
Ausschnitt der Hausinschrift am Giebel der Scheune mit dem Baujahr 1815, Zustand vor dem Abtragen des Gebäudes

## Verfall und Neubau

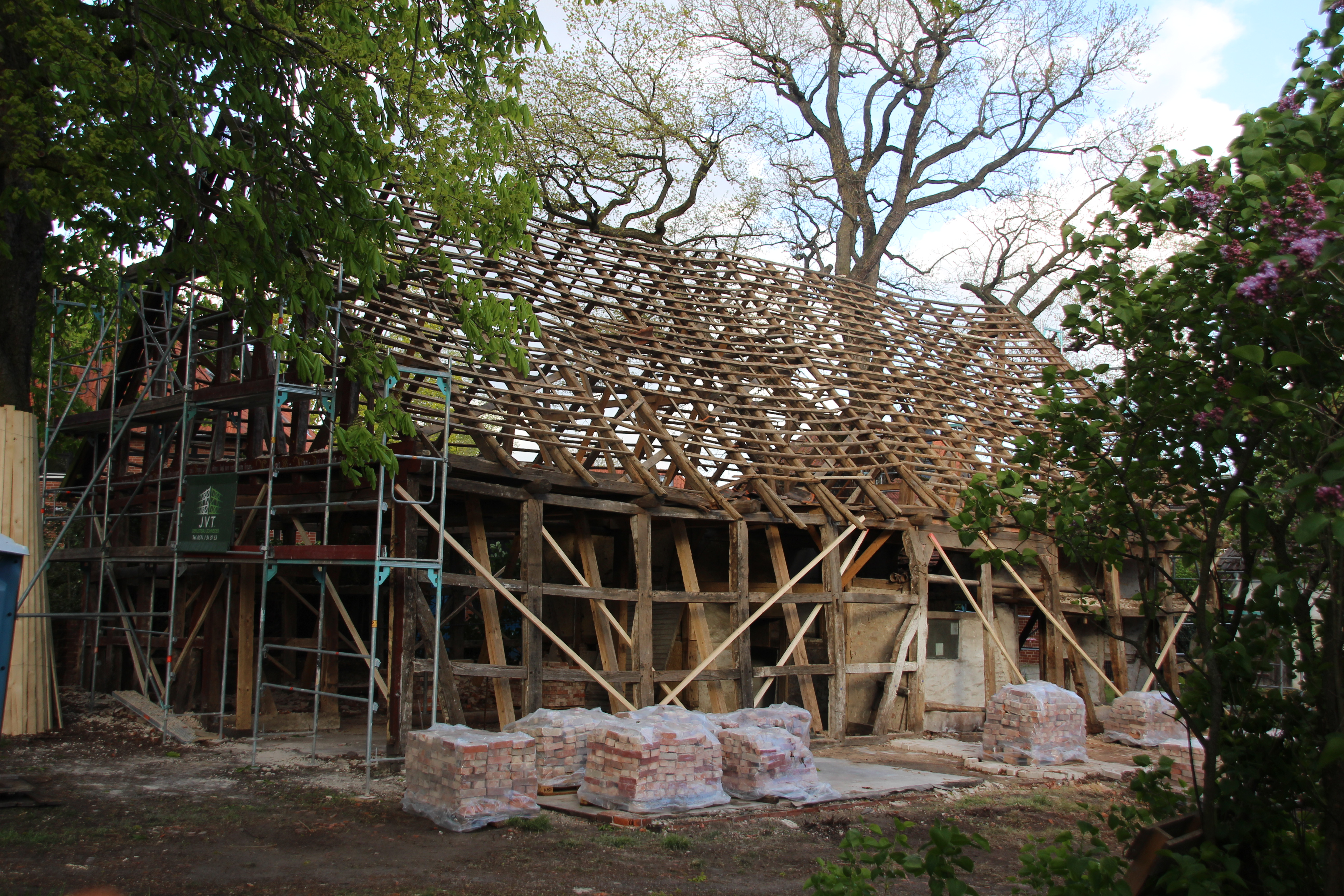
Frühjahr 2021: Die Scheune wird abgetragen

Januar 2022: Baustelle für acht Wohnungen in drei neuen Häusern

Die Scheune der Hofanlage wurde über Jahrzehnte vernachlässigt. Dies wurde seit 2015 zunehmend öffentlich diskutiert. Im Jahr 2017 wurde bekannt, dass ein Investor das Hofensemble für mehrere Millionen Euro nach eigenen Angaben annähernd originalgetreu wieder herrichten wolle. Nach diesen Plänen war ein Neuaufbau des kriegsbeschädigten Hauptgebäudes vorgesehen, und die Scheune sollte renoviert werden. Auf dem Gelände sollen acht Wohnungen entstehen, für das Vorhaben sollen Auflagen der Denkmalbehörde bestehen. Der Bezirksrat Buchholz-Kleefeld forderte 2017 in einem Beschluss die Stadt Hannover auf, zur Erhaltung von Hof Burzlaff „alle baurechtlichen Möglichkeiten auszuschöpfen“. Er befürchtete, dass es bei einer  Nichtrealisierung der Baupläne zu einem Abriss wegen Unwirtschaftlichkeit kommen könnte. Die Stadt Hannover hat im Herbst 2020 die Pläne für die Umgestaltung des bisherigen Baubestandes durch Schaffung von acht Wohnungen in drei Gebäuden unter „weitgehender Erhaltung“ des bisherigen Erscheinungsbildes der Scheune genehmigt. Der Genehmigung waren Gespräche von über fünf Jahren vorausgegangen. Schließlich kam eine Verständigung zustande, wonach das Fachwerk der denkmalgeschützten Scheune einem „kontrollierten Rückbau“ unterzogen werden sollte, gefolgt von „Sanierung und Neuaufbau der Scheune“.
Die Arbeiten begannen im Frühjahr 2021 mit dem Abtragen der Scheune von 1815. Danach trug eine Holzbaufirma das Haupthaus ab. Sämtliche anderen Bauten wie die Ställe und sechs Garagen brach eine Abbruchfirma ab. Seit Sommer 2021 erfolgten nach dem Gießen von drei Bodenplatten aus Beton der Neubau von Gebäuden. Im Winter 2021/2022 wurden Dächer mit roten Dachziegeln gedeckt. Im Sommer 2022 gibt es vor Ort an der Baustelle Hinweise auf die Vermarktung der entstehenden Wohnungen, die Ende 2022 fertiggestellt sein sollen.